# Інтернет-ЗМІ
Інтернет-ЗМІ (інтернет-медіа) — інформаційний сайт, який регулярно оновлюється і виконує функцію медіа, користується певною популярністю і авторитетом (має свою постійну аудиторію).

## Історія
Сайт медіа-компанії Weekend City Press Review «Weekend city press review» першим у Великій Британії почав подавати бізнес-новини в Інтернеті: перша така публікація з'явилась у 1995 р. Сама медіа-компанія Weekend City Press Review була заснована в 1991 р., що вказано на шапці сайту.

## Оперативність
Більшість інтернет-ЗМІ оновлюється щодня, кількість новин доходить до кількох сотень. Завдяки такій оперативності, інтернет-ЗМІ часто використовуються як джерела інформації для звичайних ЗМІ.

## Жанри інтернет-ЗМІ
Інтернет можна розглядати як медіа-середовище, аналогічне телебаченню, радіо та пресі. В інтернеті існує багато медіа різних напрямків. Деякі з них зареєстровані як звичайні ЗМІ, але це поки що швидше виняток, ніж правило. Як і друковані видання, інтернет-видання керуються принципами журналістики.
Багато друкованих («офлайнових») газет і журналів мають свої представництва в інтернеті. Вони викладають там матеріали своїх випусків, а іноді навіть створюють самостійне інтернет-видання. За жанрами інтернет-видання не відрізняються від офлайнових (від англ. off line — поза мережею) — є новинні, літературні, науково-популярні, дитячі, жіночі сайти тощо.
Опитування показують, що довіра інтернет-аудиторії до інформації, отриманої з інтернету, вища, ніж довіра до інших інформаційних носіїв.

## Зростання популярності інтернет-ЗМІ
В усьому світі зараз спостерігається тенденція падіння тиражів щоденних друкованих засобів інформації та зростання кількості відвідувань інтернет-ЗМІ. Це пов'язано з тим, що інтернет стає все доступнішим і швидшим, а також свідчить про те, що люди дедалі більше звертаються за новинами до інтернет-ЗМІ, які оперативно подають новини в режимі реального часу, на відміну від щоденних газет, які поступово занепадають.

## Популярність інтернет-ЗМІ
Популярність інтернет-ЗМІ вираховується за допомогою рейтингових систем — спеціалізованих сайтів, які збирають та обробляють статистику відвідувань інших сайтів.
На сторінках інтернет-ЗМІ, зареєстрованого в рейтинговій системі, може бути встановлений лічильник, який рахує кількість відвідувань. Виходячи з цих даних вираховується рейтинг інтернет-ЗМІ. Чим популярніше сторінка, чим більше відвідувачів на неї заходили, тим вище у рейтингу вона розташована.
Рейтинг характеризує привабливість матеріалів інтернет-ЗМІ для масової аудиторії, але не свідчить про її змістовність і корисність для читачів та впливовість на цільові аудиторії.
Також рейтинг інтернет-ЗМІ важливий для рекламодавців.

## Цифрова нестабільність
Такі видання можуть зникати, оскільки однією з їхніх проблем є цифрова нестабільність. 

## Моніторинг інтернет-ЗМІ
Зростання популярності інтернет-ЗМІ як авторитетних джерел інформації у 2000-х роках привернуло до них особливу увагу з боку різних категорій користувачів — починаючи з пересічних читачів та закінчуючи великими комерційними корпораціями. Це призвело до збільшення попиту на послугу професійного моніторингу цих мас-медіа, поруч з традиційними та електронними ЗМІ. Так, база досліджуваних джерел одного з провідних моніторингових агентств містить понад 8 тисяч інтернет-ресурсів.
Через швидке розповсюдженню інформації, особливості формату та відсутність географічних обмежень збір та аналіз даних в інтернет-ЗМІ потребують використання спеціальних технологій.
Зазвичай для моніторингу інформації, розміщеної у онлайн-медіа, використовуються особливі технічні засоби (програми). Разом з тим, аналіз отриманої інформації потребує залучення професійних спеціалістів.

## Україна
В українському медійному інтернет-просторі можна відокремити три види Інтернет-видань:
- Інтернет-версії друкованих чи аудіовізуальних медіа (напр. Дзеркало тижня, Експрес, Тиждень)
- сайти інформаційних агентств (до 31.03.2024 р.) ; (напр. Укрінформ, УНІАН, RegioNews)
- власне інтернет-видання (напр. Українська правда, IPress.ua, Обозреватель[3], Громадська організація «Прихист»[4], Телеграф,  тощо)
- мережі інтернет-видань

### Законодавче регулювання діяльності медіа в інтернеті в Україні
В Україні реєстрація медіа в інтернеті регулюється Законом України «Про медіа».
Медіа, що є аудіовізуальними медіа реєструються в порядку реєстрації аудіовізуальних медіа;
Безпаперова преса може зареєструватися добровільно як онлайн-медіа;
Блогери можуть за бажанням зареєструватися як онлайн-медіа, тобто вони прирівнюються до них.
Колишні інформаційні агентства мають перереєструватися до 31 березня 2024 року. Основна форма, яку вони можуть обрати є онлайн-медіа. Діяльність зі здачі прес-зал інформаційним агентством законом про медіа не регулюється.

### Інтернет-ЗМІ в Україні
Українське інтернет-ЗМІ — це інтернет-видання, що публікує новини, статті, оновлення та будь-яку супутню інформацію українською мовою, незалежно від фізичного розташування серверів, на яких розміщено сайт, чи країни, в якій зареєстровано це інтернет-видання. Наприклад, інтернет-ЗМІ української діаспори, що базується в Чикаго, США чи Українська Газета, що базується в Римі, Італія також є українськими інтернет-ЗМІ. В той самий час є багато новинних сайтів, що фізично розташовані в Україні, але не мають україномовної версії сайту. Так, наприклад, у дослідженні українських інтернет-ЗМІ Львівського Національного Університету у 2004 році висновок дослідників був наступним: 
|  | Мовний аспект. Окрім проблеми легалізації, українські інтернет-видання мають, на наш погляд, велику проблему мовного характеру; зважаючи на це, більшість із них варто називати "інтернет-виданнями України", бо українського, окрім вказівки на домен UA і частково тематики публікацій, в них дуже мало. |